# Margarida Lopes de Almeida
Margarida Lopes de Almeida, también conocida como Margarida Lopes y Margarida Fortunata de Almeida, (Río de Janeiro, 7 de abril de 1896 - 1979 ) fue una declamadora, poeta y escultora brasileña. Fue considerada una excelente recitadora, fundadora de la nueva escuela de declamación en Brasil, siendo conocida en el país como la Moça que Apregoa Versos y la Arquimillonaria de la Poesía. Era hija de la escritora, novelista y abolicionista Júlia Lopes de Almeida, y del poeta Filinto de Almeida, y hermana del también poeta Afonso Lopes de Almeida.

## Biografía
Margarida nació el 7 de abril de 1896, en la calle Aprazível del barrio de Santa Teresa, en la ciudad de Río de Janeiro. Fue hija de la novelista Júlia Lopes de Almeida y del poeta Filinto de Almeida, fundadores de la Academia Brasileira de Letras. Estudió en la escuela de Paula Macedo, en el mismo barrio, también fue escritora bajo el seudónimo de Lia de Santa Clara. Nacida en una familia muy vinculada a las artes, especialmente de la literatura, estuvo en contacto con la poesía desde pequeña, con frecuentes visitas de familiares como Olavo Bilac, Raimundo Correia, Alberto de Oliveira, Paulo Barreto y Artur de Azevedo.

## Declamación
Siendo aún niña se presentó ante el público declamando poemas durante una conferencia y participando frecuentemente en las veladas literarias del salón Jornal do Commercio y de la Escola Nacional de Belas-Artes.
Fue la primera artista en presentarse al público para realizar un espectáculo únicamente de declamación, debutando en Río de Janeiro en 1921. 
Fue considerada una excelente declamadora, fundando la nueva escuela de declamación en Brasil.

## Escultura

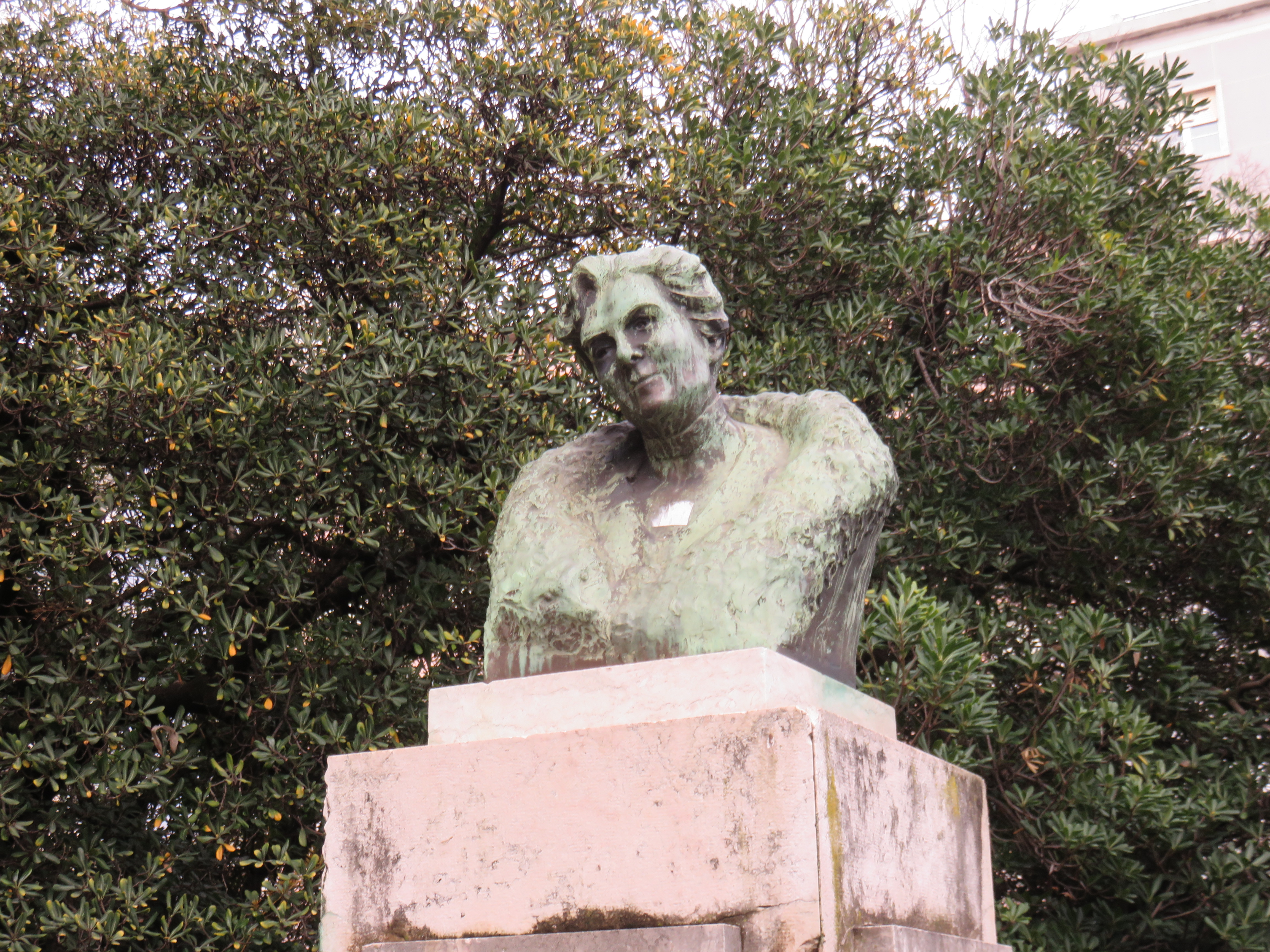
Busto de bronce de Júlia Lopes de Almeida, en Lisboa, ejecutado por Margarida en 1939.

Entre otras obras, Margarida Lopes de Almeida es autora del busto de Júlia Lopes de Almeida, ejecutado en 1939 en bronce sobre pedestal de piedra, ofrecido por mujeres brasileñas a portuguesas, inaugurado el 28 de marzo de 1953 en el Jardim Gomes Amorim, ubicado en Praceta Avenida António José de Almeida, en Lisboa, y la escultura de bronce Creoula de 1940, que fue parte de la colección del Museo Nacional de Bellas Artes.

## Estancias en Portugal
En 1927 estuvo en Funchal, en la isla de Madeira, donde ofreció un recital en el Teatro Arriaga, hoy Teatro Municipal Baltazar Dias . 

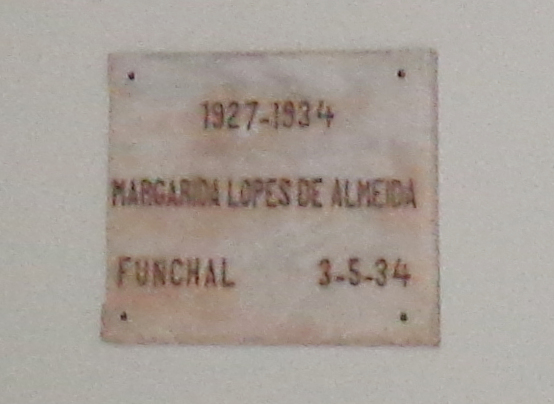
Placa en el Teatro Municipal Baltazar Dias en honor a Margarida Lopes de Almeida durante su visita a Funchal en abril de 1934.

En diciembre de 1933, conocida como una distinguida escultora brasileña, llegó a Lisboa a bordo del vapor Bagé, en tránsito hacia París . 
El 22 de abril de 1934 llegó a Funchal, a bordo del vapor Madrid, procedente de Lisboa y de camino a París, alojándose en el Hotel Savoy. Dio dos recitales en el Teatro Municipal, con interpretaciones de poetas portugueses, brasileños, españoles y franceses, y, en el intervalo del segundo recital, se inauguró una placa conmemorativa de su paso por el local, con un discurso por el entonces gobernador civil de Funchal, António Caldeira Coelho.
El 7 de abril de 1946 regresó a Funchal a bordo del Serpa Pinto, procedente de Lisboa en misión especial del Ministerio de Relaciones Exteriores de Brasil.
Llegó de nuevo a Funchal, el 2 de noviembre de 1952, a bordo del barco Vera Cruz, partiendo hacia Lisboa en el Serpa Pinto el 9 del mismo mes. Allí participó en un recital en el Teatro São Luís, antes de salir de gira por Europa. 
En abril de 1961 actuó en el Teatro D. Maria II de Lisboa, procedente de una gira por Angola y Mozambique.

## Homenajes
El escultor franco-polaco Paul Landowski utilizó las manos de la poeta como modelo para las manos de la estatua del Cristo Redentor, inaugurada el 12 de octubre de 1931 en Río de Janeiro.
El 19 de febrero de 1934 se le concedió en Portugal el grado de Oficial de la Orden Militar de Santiago de la Espada. En marzo del mismo año, se inauguró una placa de mármol en la sala principal del Teatro Municipal Baltazar Dias, en su honor y en conmemoración de su visita a Funchal.